# Dolicheremaeus furcatus
Dolicheremaeus furcatus är en kvalsterart som först beskrevs av Balogh 1961.  Dolicheremaeus furcatus ingår i släktet Dolicheremaeus och familjen Tetracondylidae. Inga underarter finns listade i Catalogue of Life.